# Фонетический алфавит
Фонетический алфавит — стандартизированный (для данного языка и/или организации) способ прочтения букв алфавита. Применяется в радиосвязи при передаче написания сложных для восприятия на слух слов, сокращений, позывных, адресов электронной почты и тому подобного с целью уменьшения количества ошибок.

## Примеры
Если в процессе ведения радиообмена произношение имен собственных, служебных сокращений и отдельных слов может вызвать сомнение, то они передаются по буквам. При такой передаче каждая буква текста произносится, как указано в таблице: (в некоторых случаях указаны ударе́ния)
| Фонетический алфавит ИКАО | Фонетический алфавит ИКАО | Фонетический алфавит ИКАО | Фонетический алфавит ИКАО                                                 | Фонетический алфавит ИКАО | Фонетический алфавит ИКАО         | Вариант произношения в любительской радиосвязи |
|                           | США, до 1955              | ICAO                      | Произношение, выраженное буквами русского алфавита (выделен ударный слог) | Русский эквивалент        | Русское произношение согласно ФАП | Вариант произношения в любительской радиосвязи |
| ------------------------- | ------------------------- | ------------------------- | ------------------------------------------------------------------------- | ------------------------- | --------------------------------- | ---------------------------------------------- |
| A                         | Able                      | Álfa                      | аль-фа                                                                    | А                         | А́нна                              | Антон                                          |
| B                         | Baker                     | Brávo                     | бра-во                                                                    | Б                         | Бори́с                             |                                                |
| C                         | Charlie                   | Chárlie                   | чар-ли                                                                    | Ц                         | ца́пля                             | центр                                          |
| D                         | Dog                       | Délta                     | дель-та                                                                   | Д                         | Дми́трий                           |                                                |
| E                         | Easy                      | Écho                      | э-ко                                                                      | Е                         | Еле́на                             |                                                |
| F                         | Fox                       | Fóxtrot                   | фокс-трот                                                                 | Ф                         | Фёдор                             |                                                |
| G                         | George                    | Gólf                      | гольф                                                                     | Г                         | Григо́рий                          | Галина                                         |
| H                         | How                       | Hotél                     | хо-тэл                                                                    | Х                         | Харито́н                           |                                                |
| I                         | Item                      | Índia                     | Ин-ди-а                                                                   | И                         | Ива́н                              |                                                |
| J                         | Jig                       | Júliet                    | Джу-ли-етт                                                                | Й                         | Ива́н кра́ткий                      | йот                                            |
| K                         | King                      | Kílo                      | ки-ло                                                                     | К                         | Константи́н                        | киловатт                                       |
| L                         | Love                      | Líma                      | ли-ма                                                                     | Л                         | Леони́д                            |                                                |
| M                         | Mike                      | Mike                      | Майк                                                                      | М                         | Михаи́л                            | Мария                                          |
| N                         | Nan                       | Novémber                  | но-вем-бер                                                                | Н                         | Никола́й                           |                                                |
| O                         | Oboe                      | Óscar                     | Ос-кар                                                                    | О                         | О́льга                             | Оксана                                         |
| P                         | Peter                     | Papá                      | па-па                                                                     | П                         | Па́вел                             |                                                |
| Q                         | Queen                     | Quebéc                    | Кве-бек                                                                   | Щ                         | щу́ка                              |                                                |
| R                         | Roger                     | Rómeo                     | Ро-ме-о                                                                   | Р                         | Рома́н                             | радио                                          |
| S                         | Sugar                     | Siérra                    | сье-ра                                                                    | С                         | Семён                             | Сергей                                         |
| T                         | Tare                      | Tángo                     | тан-го                                                                    | Т                         | Татья́на                           | Тамара                                         |
| U                         | Uncle                     | Úniform                   | ю-ни-форм                                                                 | У                         | Улья́на                            |                                                |
| V                         | Victor                    | Víctor                    | Вик-тор                                                                   | Ж                         | Же́ня                              | жук                                            |
| W                         | William                   | Whískey                   | вис-ки                                                                    | В                         | Васи́лий                           |                                                |
| X                         | X-ray                     | X-ray                     | экс-рей                                                                   | Ь                         | мя́гкий знак                       | знак, икс                                      |
| Y                         | Yoke                      | Yánkee                    | ян-ки                                                                     | Ы                         | еры́ {{источник))                  | игрек                                          |
| Z                         | Zebra                     | Zúlu                      | зу-лу                                                                     | З                         | Зинаи́да                           |                                                |

|   | Русский алфавит, рекомендуемый для коротковолновой радиосвязи |
| - | ------------------------------------------------------------- |
| А | Алексе́й                                                       |
| Б | Бори́с                                                         |
| В | Васи́лий                                                       |
| Г | Григо́рий                                                      |
| Д | Дми́трий                                                       |
| Е | Еле́на                                                         |
| Ж | Же́ня                                                          |
| З | Зо́я                                                           |
| И | Ива́н                                                          |
| Й | Ива́н кра́ткий                                                  |
| К | килова́тт                                                      |
| Л | Леони́д                                                        |
| М | Мари́я                                                         |
| Н | Никола́й                                                       |
| О | О́льга                                                         |
| П | Па́вел                                                         |
| Р | Рома́н                                                         |
| С | Серге́й                                                        |
| Т | Татья́на                                                       |
| У | Улья́на                                                        |
| Ф | Фёдор                                                         |
| Х | Харито́н                                                       |
| Ц | ца́пля                                                         |
| Ч | челове́к                                                       |
| Ш | Шу́ра                                                          |
| Щ | щу́ка                                                          |
| Ъ | твёрдый знак                                                  |
| Ы | и́грек                                                         |
| Ь | мягкий знак (икс)                                             |
| Э | Эми́лия                                                        |
| Ю | Ю́рий                                                          |
| Я | Я́ков                                                          |

Цифры в английском варианте обозначаются английскими числительными, за исключением цифр 3, 4, 5 и 9, читающихся как tree, fower, fife и niner, соответственно. В русском варианте используются как числительные, так и соответствующие существительные (единица, двойка, и т. д.) для повышения помехоустойчивости. Также в русском алфавите из-за схожести в произношении пятьдесят и шестьдесят вместо пятьдесят говорят полсотни или полста, а из-за схожести в произношении двенадцать и тринадцать вместо двенадцать говорят дюжина.

## Особенность применения
Столбец «эквивалент» в первой таблице
отражает соответствие между английским и русским алфавитами в азбуке Морзе. В любительских радиосвязях на русском языке латинские буквы часто читаются как эквивалентные русские. Так, позывной «RZ9QXV» может быть прочитан тремя способами (последний характерен для разговорной речи в отсутствие помех):
```
 Romeo-Zulu-Niner-Quebec-X-Ray-Victor
 Роман-Зина-Девять-Щука-Знак-Женя
 эр-зет-девять-ща-знак-же

```